# Bohdanečský Rybník
Bohdanečský Rybník är en sjö i Tjeckien.   Den ligger i regionen Pardubice, i den centrala delen av landet, 90 km öster om huvudstaden Prag. Bohdanečský Rybník ligger 218 meter över havet. Arean är 0,50 kvadratkilometer.Runt Bohdanečský Rybník är det i huvudsak tätbebyggt. Den sträcker sig 0,9 kilometer i nord-sydlig riktning, och 1,1 kilometer i öst-västlig riktning.